# Championnat de Jamaïque de football 2005-2006
Navigation
Saison précédente Saison suivante
La saison 2005-2006 du Championnat de Jamaïque de football est la trente-deuxième édition de la première division en Jamaïque, la National Premier League. Elle rassemble les douze meilleurs clubs du pays au sein d'une poule unique où ils s'affrontent à trois reprises. En fin de saison, les deux derniers du classement sont relégués et remplacés par les deux meilleurs clubs de deuxième division.
C'est le club de Waterhouse FC qui remporte le championnat cette saison après avoir terminé en tête du classement final, avec cinq points d’avance sur Harbour View FC et douze sur Tivoli Gardens FC. Il s’agit du second titre de champion de Jamaïque de l’histoire du club après celui remporté en 1998.

## Les clubs participants
| - Harbour View FC - Tivoli Gardens FC - Waterhouse FC - Constant Spring - Seba United - Promu de D2 - Arnett Gardens FC | - Portmore United - Reno FC - Boys' Town FC - Promu de D2 - Village United FC - Rivoli United - Wadadah FC |

## Compétition
Le barème de points servant à établir le classement se décompose ainsi :
- Victoire : 3 points
- Match nul : 1 point
- Défaite : 0 point

### Classement
| Rang | Équipe             | Pts | J  | G  | N  | P  | Bp | Bc | Diff |
| ---- | ------------------ | --- | -- | -- | -- | -- | -- | -- | ---- |
| 1    | Waterhouse FC      | 69  | 33 | 20 | 9  | 4  | 57 | 34 | +23  |
| 2    | Harbour View       | 64  | 33 | 19 | 7  | 7  | 49 | 26 | +23  |
| 3    | Tivoli Gardens FCC | 57  | 33 | 17 | 6  | 10 | 64 | 39 | +25  |
| 4    | Portmore UnitedT   | 55  | 33 | 13 | 16 | 4  | 41 | 26 | +15  |
| 5    | Boys' Town FCP     | 49  | 33 | 12 | 13 | 8  | 42 | 31 | +11  |
| 6    | Village United FC  | 48  | 33 | 13 | 9  | 11 | 54 | 48 | +6   |
| 7    | Arnett Gardens FC  | 40  | 33 | 10 | 10 | 13 | 42 | 49 | -7   |
| 8    | Seba UnitedP       | 38  | 33 | 10 | 8  | 15 | 46 | 51 | -5   |
| 9    | Reno FC            | 34  | 33 | 8  | 10 | 15 | 30 | 39 | -9   |
| 10   | Wadadah FC         | 32  | 33 | 7  | 11 | 15 | 39 | 62 | -23  |
| 11   | Constant Spring    | 24  | 33 | 3  | 15 | 15 | 28 | 56 | -28  |
| 12   | Rivoli United      | 20  | 33 | 2  | 14 | 17 | 27 | 58 | -31  |

|  | Qualification pour la CFU Club Championship 2006                          |
|  | Relégation directe en deuxième division                                   |
|  | T : Tenant du titre C : Vainqueur de la Coupe de Jamaïque P : Promu de D2 |

## Bilan de la saison
| Championnat de Jamaïque de football 2005-2006                        |                          |
| Champion                                                             | Waterhouse FC (2e titre) |
| Coupes et trophées                                                   |                          |
| Vainqueur de la Coupe de Jamaïque 2005-2006                          | Tivoli Gardens FC        |
| Qualifications continentales                                         |                          |
| CFU Club Championship 2006                                           | Waterhouse FC            |
| CFU Club Championship 2006                                           | Harbour View             |
| Promotions et relégations                                            |                          |
| Promus en Jamaïque League                                            | August Town FC           |
| Promus en Jamaïque League                                            | Naggo Head FC            |
| Relégués en Championnat de Jamaïque de football de deuxième division | Constant Spring          |
| Relégués en Championnat de Jamaïque de football de deuxième division | Rivoli United            |